# Ramir Reig
Ramir Reig i Armero (en catalan) ou Ramiro Reig y Armero (en castillan), né à Xàtiva (province de Valence, Espagne) en 1936 et mort à Valence le 20 mai 2018, est un prêtre jésuite, militant syndicaliste et anti-franquiste et historien du mouvement ouvrier,,.
Durant le franquisme, il est l'un des fondateurs du syndicat Commissions ouvrières, alors clandestin, et membre du Parti communiste espagnol,.
Professeur d'histoire à l'université de Valence, il est auteur de plusieurs ouvrages sur l'histoire récente du Pays valencien, spécialiste de la figure de Blasco Ibáñez et du blasquisme,.